# Adalberto II de Métis
Adalberto II de Métis foi um nobre francês do século XI. Era filho de Ricardo com a filha de nome incerto do marquês Varnacário. As reconstruções mais antigas, no entanto, colocam que foi filho de Eberardo IV Se casou em data incerta com Judite de Buzonvila com quem gerou Gerardo IV. O marquês Folmar III, filho de Godofredo, desposou Judite, quiçá associável à abadesa Uda de Buzonvila, e que pode ser filha do casal.
Em 1022, sucedeu o seu irmão Gerardo III como conde de Métis. Supostamente também detinha o Condado do Saargóvia, mas tal alegação provém duma crônica perdida e que talvez não existiu. Mesmo que seja fonte genuína, a evidência não necessariamente é contemporânea ou confiável, sendo talvez até mesmo imprecisa, pois a família do conde detinha domínio provavelmente centrado no Condado de Niedegóvia, a oeste de Saargóvia. A Crônica de São Benigno de Dijão, numa entrada do fim dos anos 1020, coloca que Adalberto, ali chamado Alberto, cancelou a doação da "vila de Vulfero" iniciada por Gerardo.
No começo dos anos 1030, deixou sua mulher com a missão de construir o Mosteiro de Buzonvila e partiu em peregrinação à Igreja do Santo Sepulcro, em Jerusalém, onde recebeu do patriarca Nicéforo I (r. 1020–1048) um grande pedaço da Vera Cruz, que foi instalado no novo edifício em consagração em 1032. Possivelmente faleceu em 1033, uma vez que foi sucedido por seu filho como conde à época. Porém, quiçá ainda viveu até 1037 se assumido que foi o homônimo que assinou o testamento de Adalbero, prepósito de São Paulino de Tréveris, e que doou a vila em Mamendórfia à Abadia de São Mateus por carta de 12 de junho. Hermann Meynert datou sua morte em 5 de outubro de 1038. Seja como for, está sepultado com sua esposa em Buzonvila.